# Jürgen Braun
Jürgen Braun (nascido em 25 de agosto de 1961) é um político alemão. Nascido em Bergneustadt, North Rhine-Westphalia, ele representa a Alternativa para a Alemanha (AfD). Jürgen Braunhas serviu como membro do Bundestag do estado de Baden-Württemberg desde 2017.

## Vida
Ele tornou-se membro do bundestag após as eleições federais alemãs de 2017. Ele é membro do Comité de Direitos Humanos e Ajuda Humanitária.